# The Sound Above My Hair
A The Sound Above My Hair a német Scooter együttes 2009.es kislemeze, a harmadik az Under The Radar Over The Top című lemezükről. Ez volt az első Scooter-kislemez, amely hosszú idő óta először nem jelent meg bakelitlemezen, továbbá a CD-kiadás is már csak 2 számos volt. A dal az albumverzióhoz képest lerövidített illetve kismértékben átalakított: skótduda-alapú refrént kapott. Az éneklős rész Black "Wonderful Life" című számának dallamán alapul, teljesen más szöveggel. B-oldala, a "Lucullus" egy hardstyle szerzemény, mely alkalmanként koncerteken is felbukkan.
Megjelenése váratlan volt, ugyanis a lemezbemutató videó és a nagylemez "Caught By The Radar" névre hallgató DVD-melléklete ugyanis tartalmaztak olyan kliprészleteket, amelyekből egyértelműen kiderült, hogy a "Stuck On Replay" lesz a következő kislemez.
A "The Sound Above My Hair" tizenkét év óta a legrosszabb megjelenése volt a Scooternek a német kislemezlistán, ugyanis csak a 38. helyig jutott, és egyedül Ausztriában ért el listán értékelhető helyezést.

## Számok listája
1. The Sound Above My Hair (Radio Edit) (3:35)
2. The Sound Above My Hair (Electro Mix) (7:11)
3. The Sound Above My Hair (Extended Mix) (6:39)
4. Lucullus (4:40)

A CD-változaton csak a "Radio Edit" és a "Lucullus" hallható. Az "Electro Mix" változat Chelley "Took The Night (Alvaro Remix)" című szerzeményén alapul.

## Más változatok
2010-ben az amerikai Napith Music kiadó bejelentette, hogy szándékában áll kiadni a "The Sound Above My Hair (Remixes)" című kiadványt, melyre végül nem került sor.
Az "Extended Mix" kivételével valamennyi változat felkerült a 2013-as "Under The Radar Over The Top (20 Years of Hardcore Expanded Edition)" című kiadványra.
A dal koncertváltozata felkerült a 2010-es "Live In Hamburg" albumra.

## Közreműködtek
- Colin Vearncombe (eredeti szerző)
- H.P. Baxxter a.k.a. Commander of the M.I.C. (ének, szöveg)
- Rick J. Jordan, Michael Simon (zene)
- Samira, Anne, Leonard, Jascha, Rieke (vokál)
- Florian Bohm, David Graack, Mr. VL1 (skótduda)
- Martin Weiland & Waps (lemezborító)
- Sven Sindt (együttesfénykép)